# Aimé Emmanuel Yoka
Aimé Emmanuel Yoka (* 1931 (1939), Oyo Congo Brazzaville; gest. 18. April 2025) war ein Politiker in der Republik Kongo. Er war Direktor des Kabinetts von Präsident Denis Sassou Nguesso von 2002 bis 2007 und war zudem ein Onkel von Denis Sassou Nguesso.
Er war Mitglied der Parti Congolais du Travail (Kongolesische Arbeitspartei), Staatsminister, Garde des Sceaux (Siegelbewahrer), Justizminister und Minister für Menschenrechte vom 3. März 2007 bis 30. April 2016.

## Leben
Aimé Emmanuel Yoka wurde in Oyo im Norden des kolonialen Kongo geboren. Er war Anwalt.
Er trat 1968 als junger Kabinettschef des Justizministers Aloïse Moudile in die Politik ein. Moudile hatte er an der Fakultät für Rechtswissenschaft in Nancy kennengelernt. Er war dann Bürgermeister von Brazzaville von 1997 bis 1999 (am Ende des Bürgerkriegs), Botschafter der Republik Kongo in Marokko von 1999 bis 2002 und Staatsminister sowie Direktor des Kabinetts des Präsidenten der Republik von 2002 bis 2007. Im August 2012 wurde er Abgeordneter der Bezirksregierung von Vindza.
Aimé Emmanuel Yoka wurde am 28. Dezember 1980 als delegierter Minister für Zusammenarbeit im Büro des Präsidenten nominiert. Später wurde er Direktor des Kabinetts des Präsidenten, bevor er im August 1988 zum Minister für Bergbau, Energie, Post und Telekommunikation ernannt wurde. Während des Vierten Kongresses der Kongolesischen Arbeiterpartei (PCT) vom 26. bis 31. Juli 1989 wurde er zum ersten Mal in das Zentralkomitee der PCT gewählt und trat sein Ministeramt am 13. August 1989 an. Er verließ die Regierung, als das Einparteienregime der PCT (1990–1991) zusammenbrach.
Kurz nach Ausbruch des Bürgerkriegs im Jahr 1997, wurde Yoka am 5. Juni 1997 in das Nationale Vermittlungskomitee (Comité national de médiation) aufgenommen. Als Denis Sassou Nguesso im Oktober 1997 die Macht wiedererlangte und Präsident Pascal Lissouba ablöste, übernahm er die Kontrolle über die lokalen Behörden und setzte seine eigenen Leute ein. Nguesso benannte Yoka als Bürgermeister von Brazzaville. Diesen Posten hatte er von 1997 bis 1999.
Yoka wurde 2007 von Menschenrechtsorganisationen kritisiert, weil er in einem Projekt für Gesetze zum Schutz von Minderheiten-Völkern, sich trotz der Bereitschaft der Regierung inaktiv blieb.
Vor der Präsidentschaftswahl im Juli 2009 war Aimé Emmanuel Yoka Präsident des Vorbereitungsausschusses der Nationalen Friedensinitiative (Comité préparatoire de l'Initiative nationale pour la paix, INP), welcher sich für die Wiederwahl von Sassou Nguesso einsetzte und die Bedeutung des Friedens betonte. Anlässlich der ersten Versammlung der Vereinigung in Brazzaville, am 28. Februar 2009, wurde Emmanuel Yoka der Öffentlichkeit vorgestellt und erläuterte Ziel und Absicht der INP. Nach der Wiederwahl von Nguesso behielt er Yoka auf dem Posten als Staatsminister für Justiz und Menschenrechte. Am 15. September 2009 wurde die Regierung außerdem in vier große Departements umorganisiert, wobei für die Koordinierung jedes einzelnen Sektors ein Minister zuständig war. Yoka wurde zum Koordinator gewählt, und ihm wurde der Sektor Souveränität zugewiesen.
Bei den Parlamentswahlen im Juli und August 2012 wurde er als Kandidat der PCT im Bezirk Vindza im Departement Pool in die Nationalversammlung gewählt. Er gewann den Sitz in der zweiten Runde mit 56,05 % der abgegebenen Stimmen.
Am 25. April 2014 stellte ihm der Oppositionsführer Pascal Tsaty Mabiala in der Nationalversammlung eine Frage, in welcher er bekräftigte, dass es ein „offenes Geheimnis“ („secret de polichinelle“) sei, dass Präsident Sassou Nguesso die Verfassung ändern wollte, um sich selbst eine erneute Amtszeit zu ermöglichen. Pascal Tsaty-Mabiala bekräftigte, dass dieses Ziel durch eine „schamlose Manipulation“ («manipulation éhontée») erreicht werden solle, und argumentierte, dass die Regierung einen nationalen Dialog zu dieser Frage organisieren sollte. Yoka antwortete, dass ein solcher Dialog nutzlos wäre und es für das Parlament einfacher wäre, über die Verfassung zu debattieren. Er forderte Justin Koumba, den Präsidenten der Nationalversammlung, auf, eine parlamentarische Debatte über die Frage zu führen.
Nach dem Sieg von Denis Sassou Nguesso bei den Präsidentschaftswahlen im März 2016 wurde Yoka am 30. April 2016 aus der Regierung entlassen. Anschließend kehrte er auf seinen Sitz in der Nationalversammlung zurück.
Aimé Emmanuel Yoka starb am 18. April 2025 in Rabat in Marokko, im Alter von 86 Jahren.